# Andreas Hansen (Literaturwissenschaftler)
Andreas Hansen (* 1959 in Dortmund) ist ein deutscher Literaturwissenschaftler, Herausgeber und Autor. Von 1997 bis 1999 war er Redakteur der Zeitschriften Sklaven, Sklaven-Aufstand und Die letzten Sklaven; von 1999 bis 2007 Redakteur des Nachfolgeblatts Gegner; seit 2008 Redakteur der Zeitschrift floppy myriapoda. Er publizierte umfassende Arbeiten in diversen Zeitschriften zur Avantgarde und zur proletarisch-revolutionären Literatur des 20. Jahrhunderts. Er lebt in Berlin.